# 八筋町
八筋町（やすじちょう）は、愛知県名古屋市西区の地名。丁番を持たない単独町名である。住居表示未実施。

## 地理
名古屋市西区北部に位置する。東は赤城町、南は南川町、北東は二方町、南西は上小田井二丁目に接する。投票区は山田北に属する。

## 歴史

### 町名の由来
旧字名に由来するという。

### 沿革
- 1922年（大正11年） - 西春日井郡山田村役場が山田村大字上小田井字八筋831番地（のち町名制定に伴い八筋町376番地となる）に設置される[4]。
- 1947年（昭和22年）4月1日 - 西春日井郡山田村立山田中学校が設立される[5]。
- 1955年（昭和30年）10月1日 - 西春日井郡山田村の名古屋市編入に伴い、同村役場において西区役所山田支所が設置される[6]。
- 1960年（昭和35年）3月8日 - 上小田井土地区画整理組合の設立が認可される[7]。
- 1967年（昭和42年）5月16日 - 名古屋市消防局西消防署山田出張所が山田町大字上小田井字北之川1051番地（町名制定後は八筋町56番地）に設置される[8]。
- 1972年（昭和47年） - 道間公園が開園する[9]。
  - 12月6日 - 十六銀行小田井支店が開設される[10]。
- 1973年（昭和48年）11月 - 西区役所山田支所の新庁舎が完成[6]。
- 1975年（昭和50年）10月15日 - 西区山田町大字中小田井字負根塚の一部、大字上小田井字南問屋・字北問屋・字安場・字三升田・字八筋・字平塚・字北之川・字南之川・字南大津場・字北大津場・字道間の各一部により、同区八筋町が成立[11]。
- 1978年（昭和53年） - 平塚公園が開園する[9]。
- 1981年（昭和56年）4月4日 - 山田地区会館が業務を開始する[10]。
- 1984年（昭和59年）5月11日 - 名古屋市立山田中学校内に山田地域スポーツセンターが併設される[WEB 7]。
- 1991年（平成3年）12月1日 - 東海交通事業（現在のJR東海交通事業）城北線が開業し、小田井駅が設置される[12]。
- 2005年（平成17年）5月6日 - 西区役所山田支所の老朽化および業務拡大による狭隘化を理由に、平塚公園内に新庁舎が建設され、この日開館した[4]。同庁舎は、山田支所に加え、支所としては初の講堂を有するほか、新設された名古屋市山田図書館を併設する鉄筋コンクリート造の5階建ての庁舎であり、東海豪雨を教訓に屋上にヘリポートも備える[4]。

### 町名の変遷
| 実施後 | 実施年月日                 | 実施前 |
| ------ | -------------------------- | --- |
| 八筋町 | 1975年（昭和50年）10月15日 | 山田町大字中小田井（字負根塚）                                                                                                 |
| 八筋町 | 1975年（昭和50年）10月15日 | 山田町大字上小田井（字南問屋・字北問屋・字安場・字三升田・字八筋・字平塚・字北之川・字南之川・字南大津場・字北大津場・字道間） |

## 世帯数と人口
2019年（平成31年）2月1日現在の世帯数と人口は以下の通りである。
| 町丁   | 世帯数  | 人口    |
| ------ | ------- | ------- |
| 八筋町 | 766世帯 | 1,698人 |

### 人口の変遷
国勢調査による人口の推移
| 2000年（平成12年） | 1,519人 | [ WEB 8 ]  |  |
| 2005年（平成17年） | 1,606人 | [ WEB 9 ]  |  |
| 2010年（平成22年） | 1,682人 | [ WEB 10 ] |  |
| 2015年（平成27年） | 1,720人 | [ WEB 11 ] |  |

## 学区
市立小・中学校に通う場合、学校等は以下の通りとなる。また、公立高等学校に通う場合の学区は以下の通りとなる。
| 番・番地等 | 小学校               | 中学校               | 高等学校 |
| ---------- | -------------------- | -------------------- | -------- |
| 全域       | 名古屋市立山田小学校 | 名古屋市立山田中学校 | 尾張学区 |

## 交通
- JR東海交通事業城北線 小田井駅
- 名古屋市営バス「山田支所」停留所[2]

## 施設
- 名古屋市立山田中学校（山田地域スポーツセンター）[2]
- 名古屋市立山田小学校[2]
- 名古屋市西区役所山田支所[2]
- 名古屋市西保健センター山田分室[3]
- 山田地区会館[3]
- 平塚公園[2]
- 道間公園[2]
- 名古屋市消防局西消防署山田出張所[3]
- 十六銀行小田井支店[2]
- 名古屋市山田図書館
- JR東海交通事業
- 八筋保管場所

庄内緑地公園駅・庄内通駅・上小田井駅・中小田井駅・浅間町駅・浄心駅・栄生駅付近に設定された自転車放置禁止区域内の放置自転車を一時保管する施設。
- 山田学童クラブ

学童保育を行う施設。

## その他

### 日本郵便
- 郵便番号 : 452-0815[WEB 3]（集配局：名古屋西郵便局[WEB 16]）。

### WEB
1. ↑  “愛知県名古屋市の町丁・字一覧”.   人口統計ラボ. 2017年4月8日閲覧。
2. 1 2  “町・丁目(大字)別、年齢(10歳階級)別公簿人口(全市・区別)”.   名古屋市 (2019年2月20日). 2019年3月10日閲覧。
3. 1 2  “郵便番号”.  日本郵便. 2019年3月10日閲覧。
4. ↑  “市外局番の一覧”.   総務省. 2019年1月6日閲覧。
5. ↑  名古屋市役所市民経済局地域振興部住民課町名表示係 (2015年10月21日). “西区の町名一覧”.   名古屋市. 2017年8月7日閲覧。
6. ↑  名古屋市西区役所 区政部 総務課 統計選挙係 (2017年8月16日). “西区の投票区・投票所一覧”.   名古屋市. 2017年9月3日閲覧。
7. ↑  名古屋市立山田中学校. “山田中学校の歴史”. 2015年2月25日閲覧。
8. ↑  名古屋市役所総務局企画部統計課統計係 (2005年7月1日). “（刊行物）名古屋の町(大字)・丁目別人口 (平成12年国勢調査) 西区” (xls). 2017年10月8日閲覧。
9. ↑  名古屋市役所総務局企画部統計課統計係 (2007年6月29日). “平成17年国勢調査　名古屋の町(大字)別・年齢別人口 西区” (xls). 2017年10月8日閲覧。
10. ↑  名古屋市役所総務局企画部統計課統計係 (2012年6月29日). “平成22年国勢調査　名古屋の町(大字)別・年齢別人口 西区” (xls). 2017年10月8日閲覧。
11. ↑  名古屋市役所総務局企画部統計課統計係 (2017年7月7日). “平成27年国勢調査　名古屋の町(大字)別・年齢別人口” (xls). 2017年10月8日閲覧。
12. ↑  “市立小・中学校の通学区域一覧”.   名古屋市 (2018年11月10日). 2019年1月14日閲覧。
13. ↑  “平成29年度以降の愛知県公立高等学校（全日制課程）入学者選抜における通学区域並びに群及びグループ分け案について”.   愛知県教育委員会 (2015年2月16日). 2019年1月14日閲覧。
14. ↑  名古屋市役所緑政土木局路政部自転車利用課駐車対策係 (2016年10月1日). “撤去された自転車等の引き取りは保管場所へ”.   名古屋市. 2017年9月3日閲覧。
15. ↑  名古屋市役所西区役所区民福祉部民生子ども課民生子ども係 (2016年6月28日). “西区の留守家庭児童育成会（学童保育所）及び児童クラブ”.   名古屋市. 2017年9月3日閲覧。
16. ↑  郵便番号簿 平成29年度版 - 日本郵便. 2019年03月10日閲覧 (PDF)

### 書籍
1. ↑  名古屋市計画局 1992, p. 765.
2. 1 2 3 4 5 6 7 8 9  「角川日本地名大辞典」編纂委員会 1989, p. 1510.
3. 1 2 3 4  名古屋市計画局 1992, p. 239.
4. 1 2 3  西区制100周年記念事業実行委員会 2008, p. 189.
5. ↑  西区制70周年記念誌編纂委員会 1978, p. 252.
6. 1 2  西区制70周年記念誌編纂委員会 1978, p. 263.
7. ↑  名古屋市土地区画整理組合等一覧 - 公益財団法人名古屋まちづくり公社. 2020年9月12日閲覧.
8. ↑  名古屋消防史編集委員会 1989, p. 511.
9. 1 2  西区制70周年記念誌編纂委員会 1978, p. 177.
10. 1 2  山田地区名古屋市合併30周年記念事業実行委員会記念誌部会 1985, p. 273.
11. 1 2 3  愛知県公報 昭和50年10月8日 第6793号別冊 愛知県告示第847号
12. ↑  日本鉄道旅行地図帳編集部編 2008, p. 39.